# Ознака Веєрштраса
У математичному аналізі, ознака Веєрштраса є ознакою абсолютної і рівномірної збіжності функціональних рядів дійсної чи комплексної змінної.

## Твердження
Нехай {\displaystyle \{f_{n}\}} послідовність функцій дійсної чи комплексної змінної визначених на множині {\displaystyle A} і існують такі невід'ємні дійсні числа {\displaystyle M_{n}} що
{\displaystyle |f_{n}(x)|\leq M_{n}}
для всіх {\displaystyle n}≥{\displaystyle 1} і всіх {\displaystyle x\in A}. Якщо ряд
{\displaystyle \sum _{n=1}^{\infty }M_{n}}
є збіжним, то функціональний ряд
{\displaystyle \sum _{n=1}^{\infty }f_{n}(x)}
є абсолютно і рівномірно збіжним на {\displaystyle A}.

## Доведення
Позначимо {\displaystyle S_{n}(x)=\sum _{k=1}^{n}f_{k}(x)}
Оскільки ряд {\displaystyle \sum _{n=1}^{\infty }M_{n}} є збіжним i Mn ≥ 0 для всіх n, згідно ознаки Коші
{\displaystyle \forall \varepsilon >0:\exists N:\forall n>m>N:\sum _{k=m+1}^{n}M_{k}<\varepsilon .}
Для вибраного N,
{\displaystyle \forall x\in A:\forall n>m>N}
{\displaystyle \left|S_{n}(x)-S_{m}(x)\right|=\left|\sum _{k=m+1}^{n}f_{k}(x)\right|{\overset {(1)}{\leq }}\sum _{k=m+1}^{n}|f_{k}(x)|\leq \sum _{k=m+1}^{n}M_{k}<\varepsilon .}
Тобто часткова сума ряду є рівномірно збіжною. За визначенням ряд {\displaystyle \sum _{k=1}^{\infty }f_{k}(x)} теж є рівномірно збіжним.